# Pterocryptis anomala
Pterocryptis anomala är en fiskart som först beskrevs av Herre, 1934.  Pterocryptis anomala ingår i släktet Pterocryptis och familjen malfiskar. IUCN kategoriserar arten globalt som livskraftig. Inga underarter finns listade i Catalogue of Life.